# 中国（南京）软件谷
中国（南京）软件谷位于江苏省南京市雨花台区，是由在雨花软件园和雨花经济开发区的基础上建设的，目前占地70多亩。同时也是雨花台区下辖的一个类似乡级单位。
软件谷以平台软件、应用软件和互联网服务为核心，强化BPO专业服务，培育软件支持服务、硬件支持服务，重点引进国内外领导型、骨干型软件企业，积极孵化创新型、成长型本土软件企业，推动产业链向高端延伸，形成“大软件”产业规模发展的战略布局。目前已经有SAP、IBM、Marvell、戴尔、中兴、华为、文思创新、东软、北大工学院南京研究院、南京大学软件学院分院等国内外知名软件企业、研究院所330多家入驻。到2015年，软件谷的软件产业产值预计达2000亿元，软件从业人员超过40万人，软件和信息服务业建筑面积达1200万平方米，产业孵化器面积达200万平方米，入驻企业1000家，软件产业创业特别社区500万平方米， 百亿软件企业5个以上，各项主要指标占全市50%以上。

## 行政区划
中国（南京）软件谷下辖以下地区：
中国（南京）软件谷虚拟社区。